# Csíkszentimrei Büdösfürdő
Csíkszentimrei Büdösfürdő (románul: Sântimbru-Băi, régebbi neve Băile Pucioasa) üdülőtelep Romániában, Hargita megyében.

## Fekvése
A Dél-Hargita egyetlen hegyi üdülőtelepe Csíkszentimrétől 13 km-re nyugatra, 1250 m magasan, a Büdös-hegy nyugati oldalában fekszik. Csíkszentkirályról lehet megközelíteni a 123D úton, a településtől kb.15 km-re fekszik.
A Kovászna megyei Erdővidékről is megközelíthető (terepjáróval), sok itteni családnak nyaralója is van Büdösben.

## Története
Az 1770-es években a Bányapataki borvízforrásnál és a Vermed-pataknál is volt egy-egy fürdőtelep, de tönkrementek. A fürdőtelepet az 1920-as években kezdték kiépíteni, 1965-ben gőzfürdő is épült. A telepen gyógyiszap fortyogók is találhatók.
Kis Mária-kápolnáját 1991-ben tatarozták.
Fejlődésében szerepet játszott az 1960-as években indított cinóber-bánya (higanybánya), amelyet az 1970-es években be is zártak. A bányászatnak köszönheti az oda vezető, jelenlegi út alapjainak lerakását, kiszélesítését, szerpentinjeit; addig csak egy keskeny, sok helyen nagyon meredek erdei úton lehetett megközelíteni.
2017-ben aszfaltburkolatot kap a Büdösfürdőre vezető 123D útszakasz, így nagyon könnyű lett a megközelítése személyautóval vagy kerékpárral is. Az útszakasz a Lucs-tőzeglápot is megközelíti, kb.100 m-re kanyarodik el tőle.
Kisvállalkozások indultak az elmúlt években, üzlet, kocsma, panziók találhatók a településen, amelyen főképp tavasztól őszig sokan megfordulnak. A kis víkendházak (nyaralók) száma jelenleg meghaladja az 1000-et, amelyek kb. fele Csíkszentkirályi területen, másik része Csíkszentimréhez tartozó területen fekszik.
A szentimrei Büdös-fürdő borvízforrásokban és mofettákban egyedülállóan gazdag, gyógyvizének is különleges összetétele van. Kénes-szén-dioxidos borvízforrásai miatt jellegzetes záptojásszaga van.
Télen csendes, még sípályát nem létesítettek. Ígéretek vannak a kezelőbázis, gyógyturizmus beindítására, a Hargita Megye Tanácsa és a Csíkszeredai Megyei Sürgősségi Kórház közreműködésével (lásd a további információk rovatban).
A településről gyalogosan megközelíthető a Kakukk-hegy, a Dél-Hargita legmagasabb pontja.

## Képek

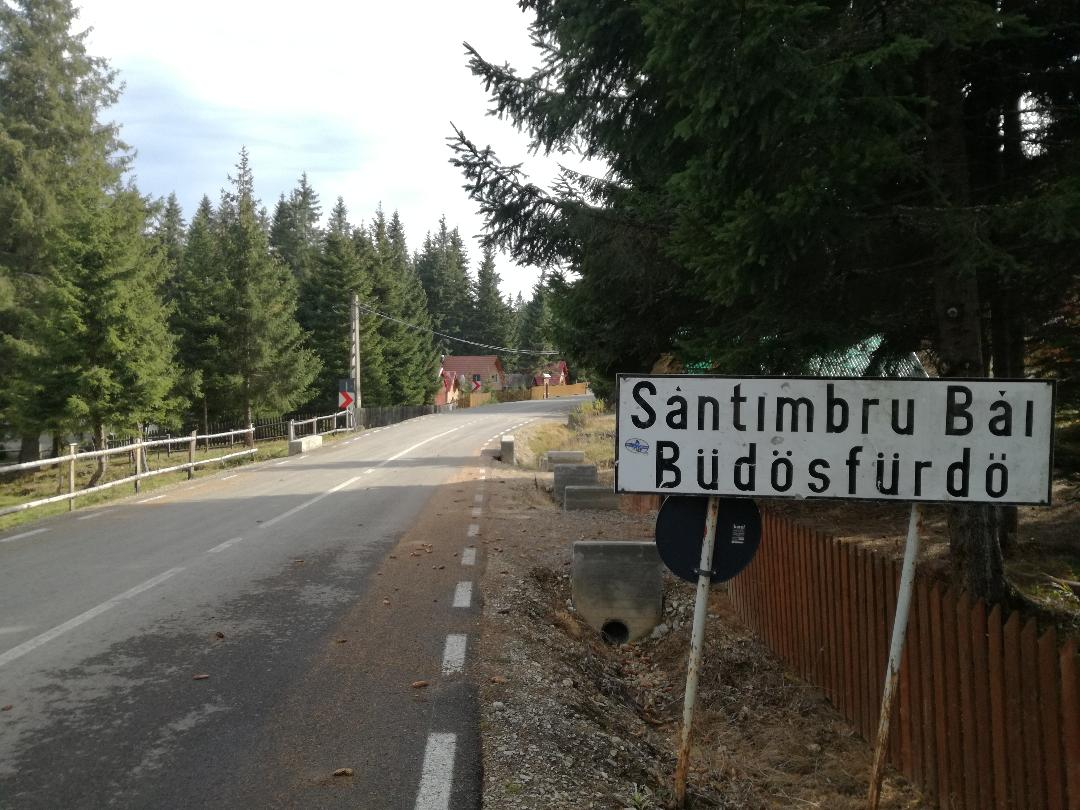
Büdösfürdő település táblája
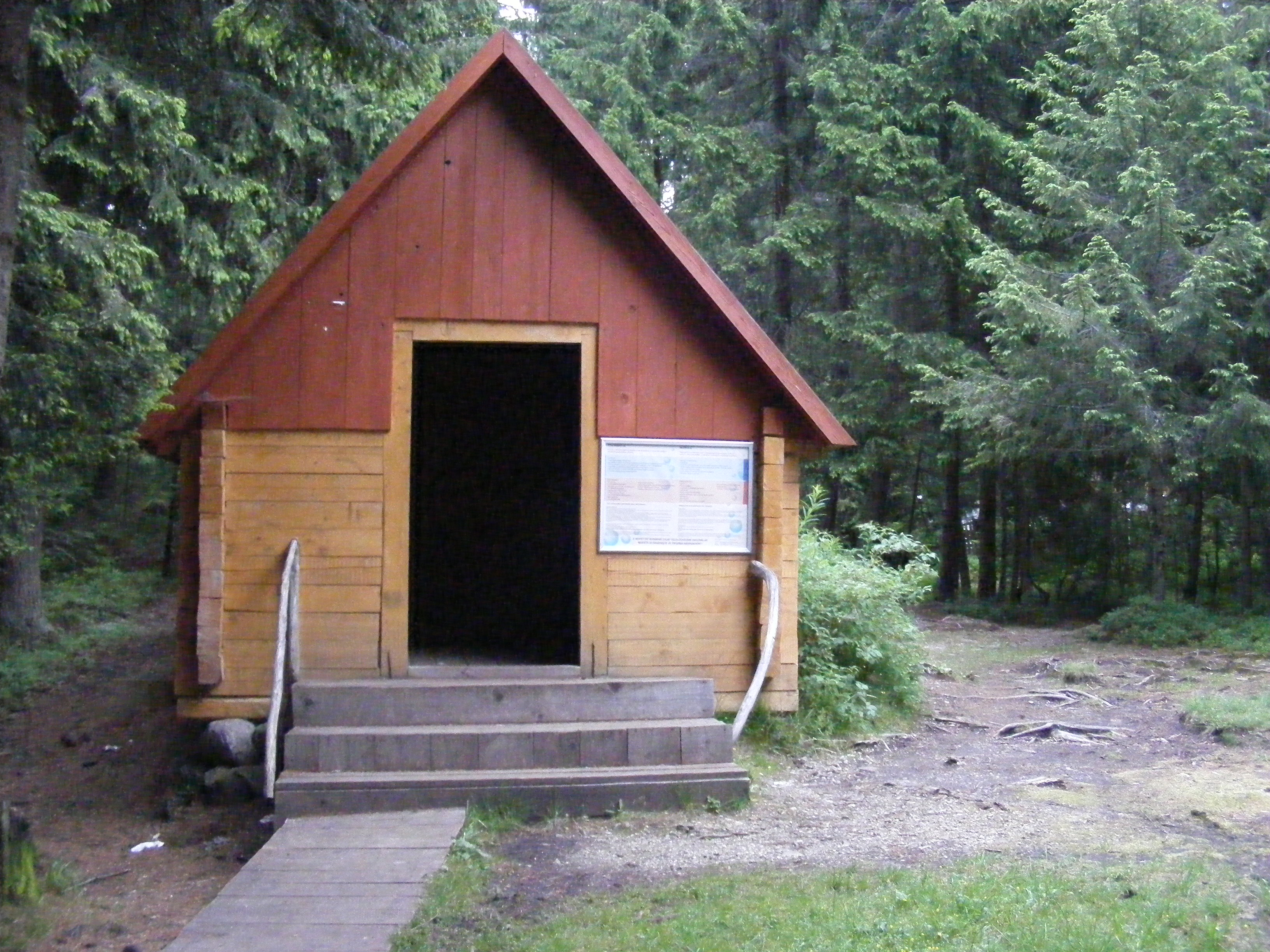
Mofetta kívülről...
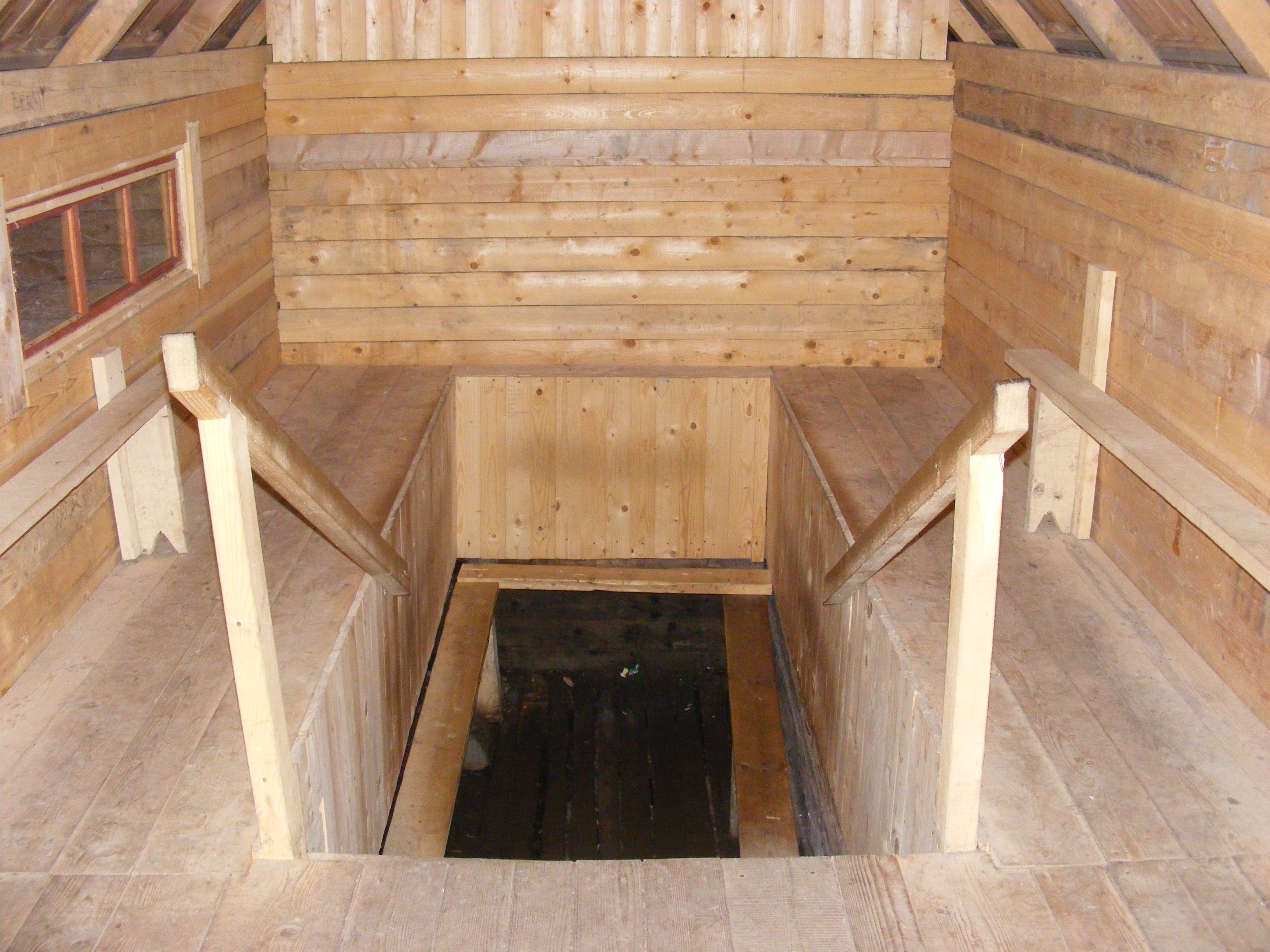
...és belülről
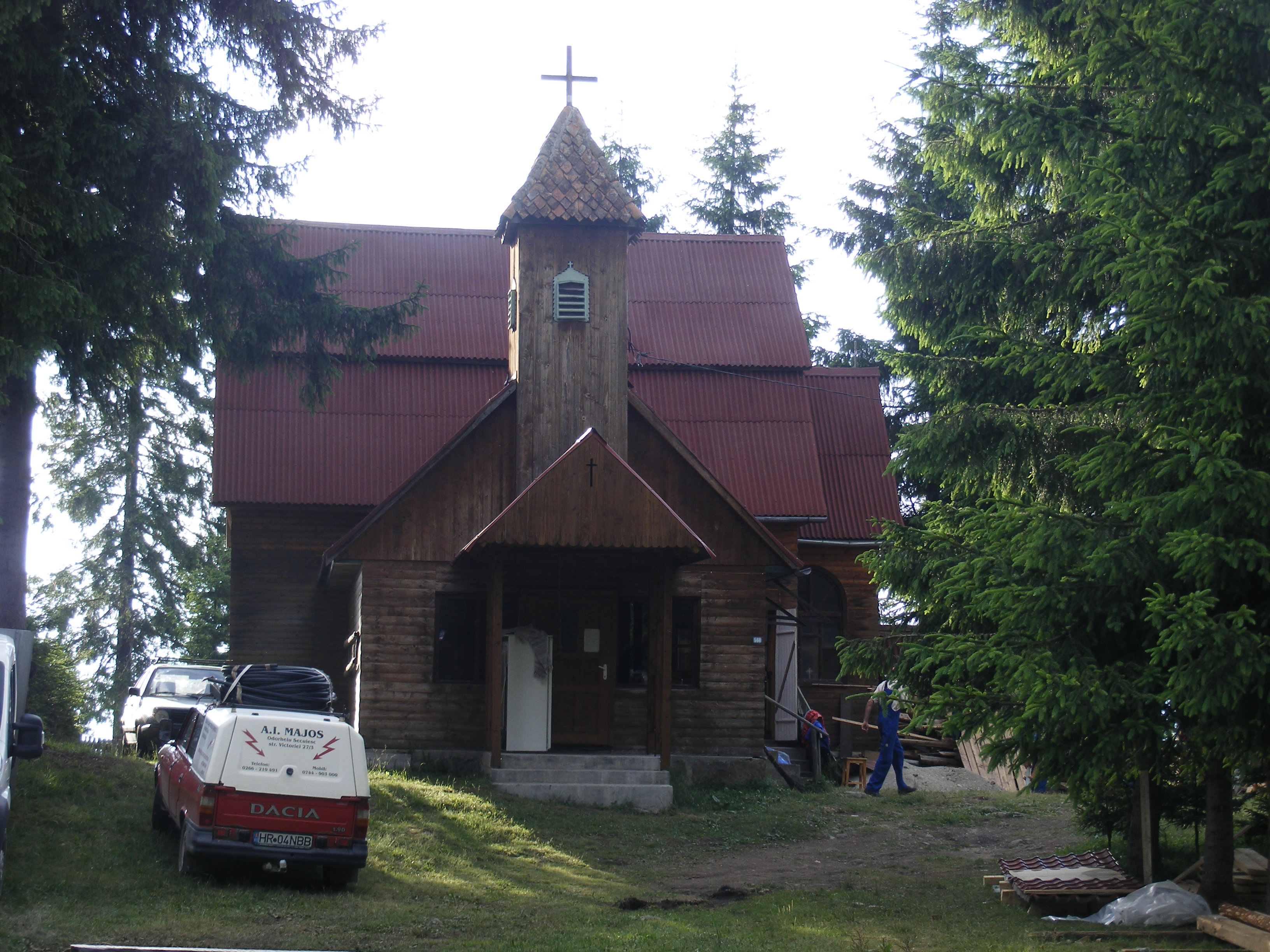
Római-katolikus templom
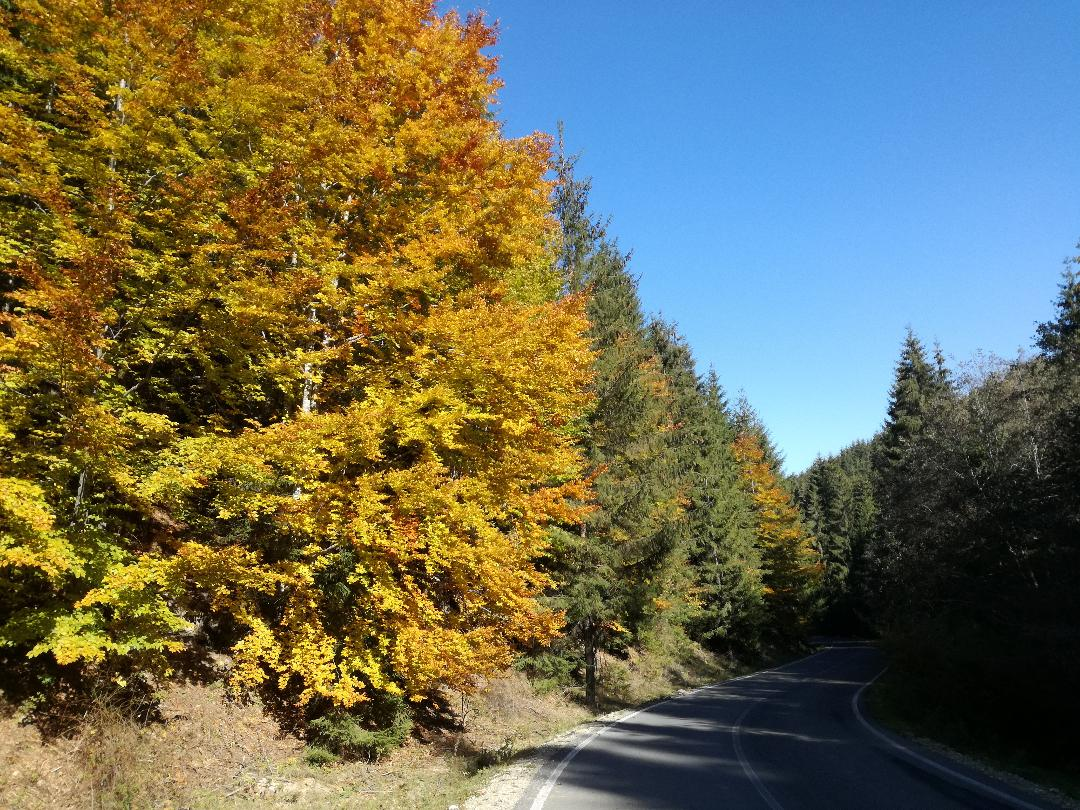
A Büdösfürdő fele vezető (123D) út 2018-ban